# 白川愛梨
白川愛梨（日语：／ Shirakawa Airi，1999年3月16日—），日本寫真偶像。出生于東京都。

## 生平
白川愛梨以伊川愛梨的名義在2018年出道成為寫真偶像，出道作為同年2月發表的寫真DVD《美少女傳說》。她及後在5月發表作品《乳色魅力》（ミルキー・グラマー），此作的部分場景在露天浴池取景。她在8月發表的《軟飄飄白書》（ふわふわ白書）中飾演愛上同班同學的女學生，並於部分場景以身穿校服的姿態登場。
伊川在2019年發佈了《美少女傳說 新鮮採摘的愛梨》（美少女伝説 もぎたてアイリ）、《美少女傳說 我的妹妹》（美少女伝説　ボクの妹）、《滿溢的愛》（愛いっぱい）等寫真作品，當中她在2月發行的《美少女傳說 新鮮採摘的愛梨》中以戴上兔耳頭飾的樣子出鏡。5月，她的寫真DVD《美少女傳說 我的妹妹》公開，此作以她扮演成觀眾妹妹的場景為主軸。8月，她發表作品《滿溢的愛》，觀眾能從中觀賞伊川穿上浴衣和泳裝後的樣子。她在11月公開的寫真DVD《美少女傳說 桃果》（美少女伝説　桃の果実）中飾演保育员的角色。
踏入2020年，她亦繼續推出寫真作品。她先在2月公開寫真DVD《絲綢姬》（シルク姫）。然後她跟寫真偶像工藤唯合作，於4月發表作品《J罩杯成雙》（ダブルJカップ）。兩人在作品中以泳裝亮相。並在7月公開寫真DVD《一直發亮》（きらめきのままで），後者的部分場景加入了綁縛元素。她在聖誕節當天推出了作品《相愛維納斯》（愛のヴィーナス），它把身穿各種泳衣的伊川收錄在內。
2021年3月，伊川跟合拍的寫真DVD《J Shock》開售，觀眾能從中觀賞兩人穿上泳衣後的樣子。她在之後繼續推出寫真DVD《J罩杯偶像 愛之梨》（Jカップアイドル 愛のポワール）和《最後一跳》（Last Dance）。她在5月發表《J罩杯偶像 愛之梨》一作。邁那比新聞（マイナビニュース）形容這部作品能以各種角度觀賞她的乳房。到了12月，她再一次推出作品《最後一跳》。邁那比新聞認為她在這部作品中身穿的泳衣非常「大膽」。
2023年7月4日，她宣佈自身加入了新事務所Artist-house Pyramid，藝名從伊川愛梨更改成白川愛梨。

## 外部連結
- 白川愛梨的X（前Twitter）（日語）
- 白川愛梨的Instagram帳戶（日語）